# Zamarada denticulata
Zamarada denticulata là một loài bướm đêm trong họ Geometridae.